# Vreoci
Vreoci (cyr. Вреоци) – wieś w Serbii, w mieście Belgrad, w gminie miejskiej Lazarevac. W 2011 roku liczyła 2559 mieszkańców.